# Episodi de Le pazze storie di Dick Van Dyke (terza stagione)
La terza stagione della serie televisiva Le pazze storie di Dick Van Dyke è stata trasmessa in anteprima negli Stati Uniti d'America dalla CBS tra il 10 settembre 1973 e il 18 marzo 1974.
| nº | Titolo originale                                | Titolo italiano | Prima TV USA      | Prima TV Italia |
| -- | ----------------------------------------------- | --------------- | ----------------- | --------------- |
| 1  | Those Who Care                                  |                 | 10 settembre 1973 |                 |
| 2  | Dennis Takes a Wife                             |                 | 17 settembre 1973 |                 |
| 3  | One of the Boys                                 |                 | 24 settembre 1973 |                 |
| 4  | Dick in Deutsch                                 |                 | 1º ottobre 1973   |                 |
| 5  | Mrs. Ferguson                                   |                 | 8 ottobre 1973    |                 |
| 6  | I'll Cry Today                                  |                 | 15 ottobre 1973   |                 |
| 7  | The Young Surgeons                              |                 | 22 ottobre 1973   |                 |
| 8  | She Kisses Like a Dead Mackerel                 |                 | 29 ottobre 1973   |                 |
| 9  | Preston al Naturale                             |                 | 12 novembre 1973  |                 |
| 10 | Turning Pro                                     |                 | 19 novembre 1973  |                 |
| 11 | Exit Laughing                                   |                 | 26 novembre 1973  |                 |
| 12 | What Your Best Friend Doesn't Know              |                 | 3 dicembre 1973   |                 |
| 13 | Mr. Dazzle                                      |                 | 17 dicembre 1973  |                 |
| 14 | He Who Steals My Friends                        |                 | 31 dicembre 1973  |                 |
| 15 | The Back Break Kid                              |                 | 7 gennaio 1974    |                 |
| 16 | Balzac, Come Home                               |                 | 14 gennaio 1974   |                 |
| 17 | The Hickey                                      |                 | 21 gennaio 1974   |                 |
| 18 | House Guests                                    |                 | 28 gennaio 1974   |                 |
| 19 | The Pregnancy                                   |                 | 11 febbraio 1974  |                 |
| 20 | Man of Medicine                                 |                 | 18 febbraio 1974  |                 |
| 21 | Commercial Housewives                           |                 | 25 febbraio 1974  |                 |
| 22 | A Fake Matisse Is Better Than a Real Anzelowitz |                 | 4 marzo 1974      |                 |
| 23 | We Met at Mama Lombardi's                       |                 | 11 marzo 1974     |                 |
| 24 | Lt. Preston of the 4th Cavalry                  |                 | 18 marzo 1974     |                 |